# Darholcovský kaštel
Darholcovský kaštel stojí v ulici kpt. Nálepky v dolní části obce Šarišské Michaľany na levém břehu řeky Torysy v okrese Sabinov na Slovensku. Je významnou historickou památkou a v současné době (2024) je sídlem obecního úřadu. Součástí budovy je barokní kaple zasvěcená Povýšení svatého Kříže. Kaštel a kaple jsou kulturními památkami Slovenska.

## Historie
V 15. století na místě kaštelu již stála zemanská kúrie. V 16. století náležela obec zemanským rodům Draholců a Rakaczayovců, kteří po roce 1585 začali s postupnou přestavbou kúrie na kaštel. Roku 1642 v přestavbě na renesanční kaštel pokračoval hrabě Štefan Szirmay. V soupise z roku 1690 je kaštel uváděn jako zděná kurie postavena na způsob kaštelu v dobrém stavu se statkem, sýpkou a zahradou. Další úpravy proběhly kolem roku 1736, kdy součástí úprav byla přístavba barokní kaple u severozápadní věže. Zachovalé zbytky oplocení dokazují, že poloha kaštelu se nezměnila.
Součásti kaštelu byl i park, který byl obehnán až tři metry vysokou kamennou zdí. Ohradní zeď byla postupně rozebrána a park v letech 1945–1949 zničen.
V období 1982–1987 byl kaštel celkově rekonstruován. Při obnově došlo k výměně původní šindelové střechy za eternitovou. Z věží v dřevěném opláštění byly odstraněny štěrbinové střílny a v interiéru byla část původní výzdoby nahrazena replikami.
Kaštel je součástí Šarišské hradnej cesty.

## Popis

### Exteriér
Renesanční Darholcovský kaštel je jednopatrová hranolová dvoutraktová budova se čtyřmi sedmibokými nárožními věžemi postavena z kamenného zdiva. Je podsklepená a má valbovou střechu. Věže jsou patrové a v horní části mají dřevěné bednění ukončené sedmibokou jehlanovou střechou. V západním průčelí je původní vstup do kaštelu se supraportou. V 19. století bylo přistavěné dvojramenné kamenné schodiště ke kamenné podestě. V průčelí jihovýchodní nárožní věže je ozdobné bifórium (sdružené okno) tvořené dvěma půlkruhovými okny, která jsou rozdělena kanelovanými sloupky. Na fasádách se zčásti dochovala původní okna s kamennými šambránami, část oken je zaslepená. Na jedné z věží je také sdružené okno, které je členěno třemi polosloupy s vysokými patkami. Severozápadní věž byla přestavěna na vstup do kaple a zároveň propojení interiéru soukromým vchodem. V současnosti zámek slouží jako sídlo obecního úřadu a je přístupný veřejnosti.

### Interiér
V kaštelu se dochovalo původní členění interiéru a také renesanční křížové a valené klenby s lunetami. Na klenbách se dochovaly dekorativní štukové ornamenty. Nejvýraznější je barokní štuková výzdoba celého stropu v severozápadní místnosti. Výzdoba je tvořena plastickými rostlinnými ornamenty a postavičkami puttů.